# Frits Schutte
Jan Fredrik (Frits) Schutte (Amsterdam, 3 september 1897 – Leersum, 4 januari 1986) was een topzwemmer, die namens Nederland eenmaal deelnam aan de Olympische Spelen: 'Parijs 1924'.
In de Franse hoofdstad, in het 50-meterbassin van het zwemstadion Georges Valery van Parijs, maakte Schutte deel uit van de estafetteploeg, die op de 4x200 meter vrije slag in de eerste halve finale werd uitgeschakeld. Zijn toenmalige teamgenoten in Parijs waren Gé Dekker, Sjaak Köhler en Otto Hoogesteijn. Een individuele start was niet aan hem besteed bij zijn eerste en enige olympische optreden.
Gé Dekker · 
Otto Hoogesteijn · 
Sjaak Köhler · 
Frits Schutte